# Foyle Valley Railway
| Foyle Valley Railway                 | Foyle Valley Railway      |
| ------------------------------------ | ------------------------- |
| Foyle Valley Railway, 2016           |                           |
| CDJRC-Dampflok vor dem Railway, 1995 |                           |
| Streckenlänge:                       | 4,8 km                    |
| Spurweite:                           | 914 mm (engl. 3-Fuß-Spur) |
|                                      |                           |

Die Foyle Valley Railway ist ein seit April 2002 geschlossenes Eisenbahnmuseum in Derry, Nordirland mit einer eigenen, inzwischen stillgelegten, 4,8 km langen, eingleisigen Museumsbahn.

## Geschichte
Die Eisenbahn wurde 1989 auf Initiative des Stadtrats von Derry und der North West of Ireland Railway Society auf einem Teil des Geländes der am Westufer des River Foyle verlaufenden Bahnstrecke eröffnet, die früher durch das County Donegal Railways Joint Committee (CDJRC) bzw. durch die Great Northern Railway betrieben worden war. Das Gebäude an der Londonderry Foyle Road und die Gleisanlagen mit einer Spurweite von 3 Fuß (914 mm) gehörten früher zum Endbahnhof der von Omagh über Strabane nach Derry verlaufenden Eisenbahn.
Seit April 2002 ist es wegen unzureichender Besucherzahlen geschlossen. Es wurde zuvor immer schwieriger, genügend ehrenamtliche Mitarbeiter zu finden, und der Stadtrat von Derry beschloss nach einem Zerwürfnis mit der Foyle Valley Railway Society, mit der er das Eisenbahnmuseum gemeinsam gegründet und betrieben hatte, die Zahlungen an bezahlte Mitarbeiter einzustellen.
Die Ausstellung bestand aus einem nachgebauten Bahnsteig, und die Besucher konnten anhand der Ausstellungsstücke herausfinden, warum es früher mehrere Eisenbahngesellschaften in der Stadt gegeben hatte und wie diese das operative Geschäft betrieben.
Die Schmalspur-Dampflok mit einer Spurweite von 3 Fuß (914 mm), die heute noch vor dem Eisenbahn steht, wurde von Nasmith & Wilson gebaut und 1907 mit der Nummer 16 und dem Namen Donegal an das County Donegal Railways Joint Committee geliefert. 1926 wurde ein Überhitzer, d. h. ein Dampftrockner, nachgerüstet, und die Lok wurde ab 1937 als Nr. 4 unter dem Namen Meenglas betrieben. Am 31. Dezember 1959 wurde sie außer Betrieb genommen, als die Eisenbahngesellschaft des CDJRC aufgelöst wurde.

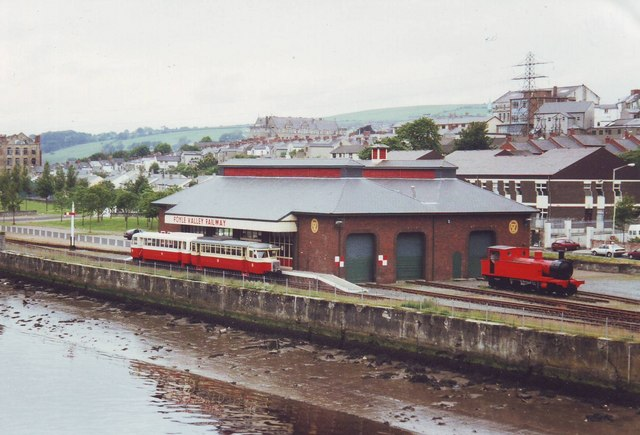
Museumsbahnbetrieb mit dem Schienenbus der Foyle Valley Railway, 1999

Ein County Donegal Diesel-Schienenbus fuhr als Museumszug auf der etwa 4,8 km langen Strecke entlang des River Foyle. Er wird seit 2002 bei Fintown Railway eingesetzt, nachdem die North West of Ireland Railway Society in Schwierigkeiten geraten war.

## Fahrzeuge
| Nummer | Typ                                 | Baujahr | Ursprünglicher Betreiber | Bemerkungen                                                  |
| ------ | ----------------------------------- | ------- | ------------------------ | ------------------------------------------------------------ |
| 4      | 2-6-4T Dampflok                     | 1907    | CDRJC                    | Name: Meenglas. Die Dampflok steht draußen vor dem Eisenbahn |
| 6      | 2-6-4T Dampflok                     | 1907    | CDRJC                    | Name: Columbkille                                            |
| 2      | 4wDM Diesel-Rangierlik              | 1956    | Motor Rail               |                                                              |
| 12     | Diesel-Schienenbus                  | 1934    | CDRJC                    | Von der GNR in Dundalk gebaut                                |
| 30     | Dritte-Klasse-Wagen                 | 1901    | CDRJC                    |                                                              |
| 14     | Wagen mit unterschiedlichen Klassen | 1893    | CDRJC                    |                                                              |
| 18     | Wagen mit unterschiedlichen Klassen | 1885    | LLSR                     |                                                              |
|        | Handbedienter Kran                  |         | LLSR                     |                                                              |
| 19     | Güterwagen                          | 1881    | CDRJC                    |                                                              |